# SunSet Swish
I SunSet Swish (サンセット スウィッシュ?, Sansetto Suwisshu) - conosciuti anche con la sigla SSS - sono un gruppo musicale J-pop giapponese.

## Membri
- Daisuke Saeki (佐伯 大介?, Saeki Daisuke) - nato il 28 agosto 1980.

Cantante.
- Yūki Tomita (冨田 勇樹?, Tomida Yūki) - nato il 13 luglio 1980.

Chitarrista.
- Junzō Ishida (石田 順三?, Ishida Junzō) - nato il 28 febbraio 1981.

Pianista.

## Discografia

### Singoli
1. Ashita, Waraeru Yō Ni (明日、笑えるように?)
  1. Ashita, Waraeru Yō Ni (明日、笑えるように?)
  2. EVERY day
2. Kaze no Runner (風のランナー?, Kaze no Rannā)
  1. Kaze no Runner (風のランナー?, Kaze no Rannā)
  2. Ame no Chihare (雨のち晴れ?)
3. My Pace (マイペース?, Mai Pēsu)
  1. My Pace (マイペース?, Mai Pēsu)
  2. Suna no Object (砂のオブジェ?, Suna no Obuje)
  3. My Pace (Original karaoke) (マイペース（オリジナル・カラオケ）?, Mai Pēsu (orijinaru karaoke))
4. Natsu ga Kureba (夏が来れば?) 
  1. Natsu ga Kureba (夏が来れば?)
  2. Mikazuki no Fune (三日月の舟?)
  3. Time Capsule (タイムカプセル?, Taimu kapuseru)
  4. Natsu ga Kureba (Original karaoke) (夏が来れば （オリジナル・カラオケ）?, Natsu ga Kureba (orijinaru karaoke))
5. Kimi ga Iru Kara (君がいるから?)
  1. Kimi ga Iru Kara (君がいるから?)
  2. Ai ni Iku Yo (会いに行くよ?)
  3. Kimi ga Iru Kara (Original karaoke) (君がいるから（オリジナル・カラオケ）?, Kimi ga Iru Kara (orijinaru karaoke)
6. Mosaic Kakera (モザイクカケラ?)
  1. Mosaic Kakera (モザイクカケラ?)
  2. Kagayaki (輝き?)
  3. My Pace (マイペース?) - ~Premium Live Ver.
  4. Mosaic Kakera (モザイクカケラ?) -
  5. Mosaic Kakera (Original Karaoke) (モザイクカケラ (オリジナルカラオケ)?)
7. Arigatou (ありがとう?)
  1. Arigatou (ありがとう?)
  2. Egao ga suteki sa (笑顔が素敵さ?)
  3. Top Of The Morning
  4. Arigatou (ありがとう?)
  5. Arigatou (Original Karaoke) (モザイクカケラ (オリジナルカラオケ)?)
8. Asunaro (あすなろ?)
  1. Asunaro (あすなろ?)
  2. Kaze no Runner (風のランナー?) - nuova versione

### Album
1. Anata no Machi de Aimashou (あなたの街で逢いましょう?) - Pubblicato il 15 novembre 2006
1. Kaze no Runner (Album Ver) (風のランナー (Album Ver)?, Kaze no Rannā (Album Ver))
2. I KNOW
3. My Pace (マイペース?, Mai Pēsu)
4. Yasashī Kaze (優しい風?)
5. Tsubasa wo Motsu Mono Tachi He (翼を持つ者達へ?)
6. Anata no Machi De Aimashō (あなたの街で逢いましょう?)
7. HOMERUN
8. Natsu ga Kureba (夏が来れば?)
9. Furē! Furē! (フレー! フレー!?)
10. Ame no Chihare (Album Ver) (雨のち晴れ (Album Ver)?)
11. Kimi ga Iru Kara (君がいるから?)
12. Ashita, Waraeru Yō Ni (Album Ver) (明日、笑えるように (Album Ver)?)

2. PASSION - Pubblicato il 23 luglio 2008
1. Supercar (スーパーカー?)
2. Megumi no Tane (恵みの種?)
3. I Love You
4. Corona (コロナ?)
5. Good Morning
6. Bye-Bye
7. Arigatou (Album Version) (ありがとう?)
8. Smile
9. I'm Sorry
10. Mosaic Kakera (モザイクカケラ?)
11. HERO
12. Kagayaki (輝き?)
13. Natsuiro Puzzle (夏色パズル?)
14. Kasumisou (カスミソウ?)
15. PASSION

## Colonne sonore
- Il singolo My Pace è stato utilizzato come sesta ending nell'anime Bleach.
- Il singolo Mosaic Kakera è stato utilizzato come seconda ending nell'anime Code Geass.
- Il singolo Arigatou è stato utilizzato come seconda ending nell'anime Ōkiku Furikabutte